# Йом Кипур
Йом Кипур (иврит: יום כפור, yom kippùr, „Ден на изкуплението“) е най-големият еврейски празник – денят на опрощаване на греховете. В Тората този ден се нарича Йом хаКиппурим (ив: „ден на изкупващите греховете си“). Това е един от така наречените Йамим Нораим (ив: „дни за страхопочитание“). Йамим Нораим започват с Рош Хашана и завършват с Йом Кипур, като тези дни съответстват също така на първите два дни и последния ден от Десетте дни на покаяние.
В еврейския календар, Йом Кипур започва на залез слънце на десетия ден от еврейския месец Тишри (приблизително септември-октомври от григорианския календар) и продължава до изгрева на първите звезди на следващата нощ – може следователно да продължи 25 – 26 часа.
Йом Кипур се пада на следните дни от григорианския календар:
- 2022: 5 октомври
- 2023: 25 септември
- 2024: 12 октомври
- 2025: 2 октомври
- 2026: 21 септември

Забележка: Празникът започва на залез слънце на предишния ден (с изгряването на Танит по еврейския календар).

## Йом Кипур и Библията
Ритуалът за Йом Кипур е описан в шестнадесета глава на Левит. Празникът е свързан със строг пост, като също така се забранява всякакъв вид дейност или работа, които биха могли да отвлекат вниманието от мисълта за изкупление и покаяние. По време на първия и втория Йерусалимски храм, са се предлагали също така и жертвоприношения, описани в Тора и Мишна.

## Йом Кипур и еврейската философия
Според Талмуда, в първия ден на годината – Рош Хашана, Господ отваря три книги: една за пълните грешници, една за праведните и една за междинните. Съдбата на грешниците и на праведните се решава веднага, докато решението относно съдбата на междинните бива отложено за Йом Кипур.
Йом Кипур е еврейският ден за покаяние и се смята за най-свещения и важен ден от годината. Основното значение на празника е изкуплението на греховете и помирението. Забранено е храненето, пиенето, миенето, гримирането; забранено е да се носят кожени обувки; забранено е да се прави секс. Постът – пълно лишаване от храна и напитки – започва малко преди залез слънце и завършва със залеза на слънцето на следващия ден, с появата на първите звезди. Болните хора трябва да се посъветват предварително с равин, за да проверят дали състоянието им позволява да постят.
С Йом Кипур завършва десетдневието за покаяние, което започва с настъпването на новата година (Рош Хашана). Молитвите за прошка, които е препоръчително да се казват през цялата година, се произнасят изключително често на този ден.
Йом Кипур и придружаващите го ритуали оцеляват след изоставянето на жертвените практики през 70 г. „Въпреки че вече няма да се предлагат жертвоприношения, денят ще запази силата си за опрощение“ (Midrash Sifra, Emor, xiv.). В еврейските текстове се казва, че на този ден не трябва да се извършва никаква друга дейност, освен покаяние. Покаянието е в основата на всички видове опрощение; изповедта на покайващия се е в основата на опрощението. „С деня на изкуплението се опрощават прегрешенията пред Господ, но не и пред засегнатия човек, докато той не даде изрично прошка“ (Talmud Yoma viii. 9). Според обичаите, всеки спор или кавга трябва да се прекратят преди започването на деня за пост. Дущите на мъртвите също могат да искат прошка в Деня на изкуплението.
Противно на общото мнение, Йом Кипур не е тъжен ден. Евреите сефаради, т.е. евреите от испански, португалски или северноафрикански произход, наричат този празник „Белия пост“. Поради тази причина, много евреи следват обичая на този ден да обличат само бели дрехи.

## Литургия
Празничната служба започва с молитвата Кол Нидре, която трябва да се рецитира преди залез слънце. Кол Нидре (арамейска дума със значение „всички обещания“) представлява анулирането на всички обети, изречени през годината. Според The Jewish Encyclopedia, тексът на молитвата гласи: „Нека всички обети, обещания, клетви и анатеми, наречени “konam", „konas“ или по какъвто и да е друг начин, които сме изрекли или с които сме се нагъбили, да бъдат отменени, от този ден на покаянието до следващия (който очакваме с радост), ние ще се разкаем".
Сутришната молитва се предшества от няколко молебствия и молби за прошка, наречени селихот; в деня на Кипур тези молитви се произнасят много често по време на литургията.
Службата в синагогата започва в навечерието на празника с молитвата Кол Нидре. През целия ден се четат литургични текстове, придружени от редица храмови церемонии.
За вечерната молитва се слага талит (молитвена четириъгълна наметка). Службата Ne'ilah, която се изпълнява единствено на Йом Кипур, служи за означаване на края на празника. Йом Кипур приключва със звука на шофар. В Израел, а и не само там, Йом Кипур е придружен и от един почивен ден.

## Жертвения козел
До разрушаването на Втория храм (70 г.), една от най-важните церемонии за Йом Кипур било принасянето в жертва на козел (Левит 16:8 – 10) – така наречения „жертвен козел“, който поемал всички грехове на израелския народ. Извеждането на „жертвения козел“ извън пределите на града в пустинята и изоставянето му там символизира изхвърлянето и изкуплението на греховете.